# Günther Bock (Diplomat)
Günther Bock (* 28. Juni 1899 in Krefeld; † 4. Mai 1968 in Bonn) war ein deutscher Diplomat in der Zeit des Nationalsozialismus und Botschafter der Bundesrepublik.

## Leben
Der Sohn des Professors Friedrich-Wilhelm Bock leistete nach dem Abitur während des Ersten Weltkrieges von 1917  bis Dezember 1918 Kriegsdienst. Das Studium der Nationalökonomie, Jura, Geschichte und Kunstgeschichte an den Universitäten Münster und Freiburg schloss er im März 1922 mit der Promotion ab. Seit 1919 war er Mitglied der katholischen Studentenverbindung A.V. Zollern Münster. Nach einer Ausbildung an der Konsularakademie in Wien trat er 1923 in den Auswärtigen Dienst der Weimarer Republik ein.
Bock wurde außer in der Zentrale in Berlin in verschiedenen Konsulaten, so in Leningrad, Thorn, Addis Abeba und Reval eingesetzt. Zum 1. März 1937 trat er der NSDAP bei (Mitgliedsnummer 3.810.742). Nach Beginn des Zweiten Weltkrieges wurde er Ende 1939 nach Barcelona versetzt. Seit Anfang 1941 war er an der Botschaft in Rom unter Botschafter  Hans Georg von Mackensen und wurde nach der italienischen Kapitulation Botschaftsrat in der deutschen Vertretung bei der Italienischen Sozialrepublik unter dem Botschafter Rudolf Rahn. Als Rahn durch einen Autounfall verhindert war, wurde Bock am 2. Oktober 1943 statt seiner zu Benito Mussolini geschickt, um zu verhandeln, dass das unpopuläre Arbeitsdienstgesetz nicht von der Wehrmacht angeordnet, sondern von der Mussolini-Regierung verkündet würde.
Nach Kriegsende war er bis Oktober 1946 interniert. Über seine Entnazifizierung ist nichts bekannt. Seit 1950 war er Sekretär der Deutsch-Argentinischen Handelskammer in Buenos Aires. Im September 1952 wurde er wieder in den Auswärtigen Dienst aufgenommen und war ab Ende 1954 Gesandter und dann Botschafter in Ciudad Trujillo, der Hauptstadt der Dominikanischen Republik. Ende 1957 kehrte er nach Bonn zurück und leitete noch die deutsche Delegation in der deutsch-belgischen Grenzkommission. Die stellvertretende Leitung der Kulturabteilung des Auswärtigen Amtes wurde ihm vom seinerzeitigen Personalchef Josef Löns verwehrt, weil er seine Frau Nora von Dehn zwanzig Jahre zuvor nicht katholisch-kirchlich geheiratet hatte, zudem war diese in erster Ehe geschieden gewesen. Ende 1962 wurde Bock in den einstweiligen Ruhestand versetzt.